# Дольст
Дольст (нем. von Dolst) — русский баронский род немецкого происхождения.
Грамотой викария Священной Римской Империи, курфюрста Саксонского Фридриха Августа III от 3 (14) августа 1790 года надворный советник Иоганн-Август Дольст возведён, с нисходящим его потомством, в баронское Священной Римской Империи достоинство.
Именным Высочайшем указом Императора Всероссийского Николая II, (12 марта 1897) Александру и Николаю Александровичам Дольстам дозволено, с потомством, пользоваться в России баронским титулом.

## Описание гербов
- Герб дворян Дольст

Щит разделён на две части: в верхней, в голубом поле, три серебряные звезды в знак восхождения его в дворянское достоинство. В нижней его Дольста герб: в красном поле золотой, держащий в правой лапе меч, лев.
Щит увенчан обыкновенным дворянским шлемом с страусовыми перьями. Намёт: с правой стороны золотой, подложенный красным, а с левой — серебряный, подложенный голубым.
- Герб баронов Дольст

В червлёном щите золотой коронованный лев, держащий серебряный с золотой рукоятью меч. Лазуревая глава обременена тремя серебряными шестиконечными звёздами. Щит увенчан баронской короной и двумя коронованными дворянскими коронами шлемами. В нашлемнике каждого шлема три страусовых пера, справа — среднее золотое, крайние червлёные; слева — среднее лазуревое, крайние серебряные. Намёт справа — червлёный, подложенный золотом, слева — лазуревый, подложенный серебром. Щитодержатели: два лазуревых леопардах.

## Известные представители
- Барон  Иоганн Август (Иван Богданович) Дольст (1747, Дрезден — 21 апреля (3 мая) 1813) — хирург, в 1784 г. получил степень доктора медицины в Йенском Университете. В 1770 г. во время Русско-турецкой войны вступил в 1 армию лекарем и находился при чумном госпитале. Штаб-лекарь при Коллегии иностранных дел, с 1778 при С.-Петербургских департаментах Правительствующего Сената. С 1782 по 1793 член Государственной Медицинской Коллегии. С 1786 по 1794 экспедитор 2 экспедиции о ревизии счетов. С 1785 — доктор департаментов Правительствующего Сената. С 1798 года служил в Департаменте Герольдии. В 1807—1810 годах — директор Санкт-Петербургской губернской гимназии и училищ Санкт-Петербургской губернии. Статский советник.[6] В 1780−1806 годах член Петербургского Английского Собрания, неоднократно избиравшийся его старшиной.[7] В 1786 г. Высочайшей Грамотой Государыни Императрицы Екатерины II возведён в потомственное дворянство с пожалованием герба. Грамотой викария Священной Римской Империи, Саксонского курфюрста Фридриха Августа III от 3 (14) августа 1790 г. возведен с нисходящим потомством в баронское Священной Римской Империи достоинство.[8][9][10] Владел вино-водочной фабрикой в 7 верстах от Петербурга. В 1780 г. получил привилегию от Правительствующего Сената на изготовление вейновой водки из виноградного вина. До него подобную привилегию получили в 1765 генерал граф Воронцов Роман Илларионович и в 1775 фабрикант Герцен.[11]. Член 2 степени ложи Марса, посещал ложу Урании, где в 1774 г. возведен в 3 степень. Член-основатель Ложи Александра Благотворительности к Коронованному Пеликану, в 1777 г. мастер стула. От имени этой ложи подписал конституцию елагинско-циннендорфского союза.[12]  Владелец имений Sauss[13], Metzikus[14] [15], Kichlefer с 239 душами[16][17]в Эстляндской губернии и участка земли в Петербургской губернии с каменным зданием винокуренного завода и 17 душами.[18][19], Жена — Екатерина Ивановна Козловская (род.1766,  ум.1808).  Похоронена на Волковом лютеранском кладбище.[20]
  - Барон Александр-Август (Александр Иванович) Дольст (род. 26 июня (7 июля) 1783 — ум.?) — секретарь русского посольства в Дрездене, служил в департаменте Министра финансов. Смотритель пансионов и училищ С.-Петербургского учебного округа. Советник государственного ассигнационного банка.[12] Жена баронесса Катарина фон Кнорринг[6].
  - Барон Пауль Адреан (Павел Иванович) Дольст (30 апреля (11 мая) 1787 — 5 (17) сентября 1831) — в Экспедиции о Государственных доходах Правительствующего Сената. С 3 (15) марта 1811) -  директор государственного ассигнационного банка. Директор промененной конторы банка в Берлине.[12]Жена — Шарлота Андреевна Бодиско, дочь директора Московского ассигнационного банка Андрея Андреевича Бодиско, старшая сестра, воспитательница братьев-декабристов Бодиско. Происходит из древнего европейского рода голландских Бодиско, по материнской линии из рода баронов Горгон де Сен-Поль. [10][6][21]
    - Барон  Александр-Август (Александр Павлович) Дольст (1 (13) сентября 1821 — 3 (15) мая 1883) — действительный статский советник, помощник Московского почт-директора. Чиновник особых поручений по почтовым делам при Министре внутренних дел.[6][22][23][24]Жена — Любовь Яковлевна Бодиско, дочь коменданта крепости Бомарсунд генерал-майора Якова Андреевича Бодиско. Владела землями в Орловской губернии, имение Локны.[25]
      - Баронесса Мария Александровна Дольст (16 (28) января 1858 — 1924) — супруга русского поэта, публициста и общественного деятеля Василия Львовича Величко.[23][26]  В марте 1920 г. эвакуирована из Новороссийска в Салоники, а затем во Вранья-Банью на пароходе “Габсбург”. В Югославии с мая 1920 г. Умерла в 1924 г. в Нови Саде , похоронена на Успенском кладбище.[27]
      - Барон Николай Александрович Дольст (род. 29 января (10 февраля) 1862 ум.?) — член Болховской уездной Земской управы Орловской губернии. Заседатель Дворянской Опеки уезда, депутат дворянского депутатского собрания.[28]Двоюродный брат русского писателя, библиографа Сергея Рудольфовича Минцлова и деятельницы теософского общества Анны Рудольфовны Минцловой.  В Болховском уезде Орловской губернии ему принадлежало 370 десятин земли, имение Шемякино. Владелец собственного дома в г. Орле.[29][30]. Жена — Бенецкая Надежда Логиновна (род. 21.2.1870), дочь героя обороны Шипки подполковника Бенецкого Логина Павловича[23][31][32][33]
        - Михаил Николаевич Дольст (4 (17) августа 1900 — 16.12.1978) — после революции эмигрировал в  Германию. С 1950 в США, Сан-Франциско, Калифорния.[34] Жена — Елизавета Дмитриевна Борисова (21.7.1899— 9.2.1976), во втором браке Дольст Евгения Яковлевна.[35] Сестры Лидия (11.1.1905 —16.9.1996)[36] и Наталия Дольст (12.11.1906 — 29.1.2000), в замужестве Попова[37], проживали в Рочестере, Нью-Йорк. Семья барона Дольст похоронена на кладбище Свято-Троицкого русского православного монастыря в Джорданвилле, штат Нью-Йорк, США.[38],[39]
          - Сергей Михайлович Дольст (17.2.1920 — 17.1.1945), гвардии капитан, начальник инженерной службы 47 гвардейской танковой бригады, погиб во время Великой Отечественной войны 17.01.1945 году. Похоронен в Польше. Жена — Белова Полина Петровна.[40]
            - Виталий Сергеевич Дольст-Шестаков (род. 26.4.1944)  — Заведующий Международного отдела Союза журналистов СССР.  Действительный член Российского дворянского собрания. Жена — Денисова Наталия Николаевна. Виталий Сергеевич скончался 16 марта 2018 года, похоронен на Даниловском кладбище в Москве.
              - Баронесса  Наталья Витальевна Дольст (род. 28.11.1976) действительный член Российского дворянского собрания.

      - Барон Александр Александрович Дольст (20 мая (1 июня) 1863 — 13.1.1919) — Надворный советник. Именным Высочайшим указом, от 12 марта 1897 г. почтово-телеграфному чиновнику 2-го разряда Санкт-Петербургского почтамта титулярному советнику Александру Дольсту и члену Болховской уездной земской управы коллежскому регистратору Николаю Дольсту дозволено, с потомством, пользоваться в России баронским титулом. Жена — артистка Леони  Фремон (1863 — 1899), во втором браке (1901)— балерина Мария Фердинандовна Штихлинг (1872 — 1942) [23][41]
        - Владимир Александрович Дольст-Фремон  (1882 — 8.8.1959) — артист Екатерингофской Императорской балетной труппы. Балетмейстер Императорского Мариинского театра. В 1924 году помощник режиссёра балетной труппы Академического театра оперы и балета им. Кирова. Репрессирован в 30-е годы. В 1937 году возглавлял танцевальную студию Боровичского Дома Культуры.[42][43]
        - Екатерина Александровна Дольст (род. 1903). Замужем за Михаилом Константиновичем Покровским.
        - Константин Александрович Дольст (3 (16) апреля 1905 — 09.02.1945) — гвардии полковник, командующий артиллерией 124 стрелкового корпуса. Погиб во время Великой Отечественной войны 09.02.1945 г. Похоронен в Польше.[44]
          - Юлия Константиновна Дольст (род. 14.12.1941).

    - Баронесса Анна-Катарина (Анна Павловна) Дольст (18 (30) декабря 1822 — 25 ноября (7 декабря) 1878). Замужем за Генеральным Консулом России в США Владимиром Александровичем Бодиско, секретарём русской миссии в Вашингтоне, участвовавшем в подготовке и подписании договора о продаже Русской Америке. После назначения мужа Генеральным Консулом России в 1858 г. переехала в Вашингтон, где провела более 20 лет. Возвращаясь в Россию после смерти мужа, погибла с двумя сыновьями во время кораблекрушения парохода «Поммерания», направлявшегося из Нью-Йорка в Гамбург. Третий сын, Владимир Бодиско, участник более 12 компаний Российского флота.[6][45][46]

  - Баронесса Анна Розина (Анна Ивановна) Дольст (27 августа (7 сентября) 1788 — 4 (16) сентября 1841) — воспитательница Великих княжон, дочерей Павла I. Фрейлина.[47] Жена генерал-лейтенанта Александра Павловича Алединского, состоявшего воспитателем при Великих князьях Николае, будущем Императоре Николае I, и Михаиле Павловичей. Сын  — генерал-лейтенант Алединский  Павел Александрович. Во время Восточной войны командовал казачьей артиллерией действующей в Крыму армии.[48] Дочь — Ольга Алединская, фрейлина Великой княгини Елены Павловны, жена Александра Григорьевича Демидова. В 1862 г. предоставила флигель своего дома для первой в России консерватории.[6][49]
  - Барон Питер Готтлиб (Пётр Иванович) Дольст (12 (23) февраля 1793 — 23 июля (4 августа) 1863) — действительный статский советник. С 1814 года начальник Первого стола Особой канцелярии министра полиции. С 1826 по 1853 гг. в течение 27 лет возглавлял Третью экспедицию Третьего отделения Собственной Его Императорского Величества канцелярии, выполнявшей контрразведывательные функции.[50] Почетный смотритель училищ Царского Села, Гатчины, Красного села. Смотритель Царскосельского Малого народного училища (1808—1833).[6][12]